# Borci Gornji
Borci Gornji (szerbül: Борци Горњи), falu Bosznia-Hercegovinában, a Bosanska Krajina keleti részén, Kotor-Varoš községben, a Szerb Köztársaságban. 

## Fekvése
A település Bosznia-Hercegovina északi részén, Banja Lukától légvonalban 36, közúton 51 km-re délkeletre, községközpontjától légvonalban 13, közúton 20 km-re délkeletre, a Vrbanja jobb partjától keletre fekvő hegyekben, 550-880 méteres tengerszint feletti magasságban fekszik.

## Népessége
| Nemzetiségi csoport | Népesség 1991 | Népesség 2013 |
| ------------------- | ------------- | ------------- |
| Szerb               | 420           | 91            |
| Bosnyák             | 39            | 8             |
| Horvát              | 0             | 0             |
| Jugoszláv           | 0             | 1             |
| Egyéb               | 3             | 0             |
| Összesen            | 462           | 100           |

## Története
A szerb lakosságú település 1878-ig tartozott az Oszmán Birodalomhoz, ekkor a berlini kongresszus határozata alapján az Osztrák-Magyar Monarchia része lett. 1879-ben az első osztrák-magyar népszámlálás során a Banja Luka-i járáshoz tartozó Borci településnek 33 háztartása és 443 ortodox lakosa volt.  1910-ben a Kotor Varoš-i járáshoz tartozó településen 44 háztartást, 576 ortodox és 17 muszlim lakost találtak. A monarchia szétesésével 1918-ban előbb a Szerb-Horvát-Szlovén Királyság, majd 1929-től a Jugoszláv Királyság része lett. 1921-ben 570 lakosa volt, melyből 552 ortodox és 18 muszlim volt. Az 1929-es törvény értelmében, amikor Bosznia-Hercegovinát négy banovinára, Drinskára, Vrbaskára, Zetskára és Primorskára osztották, a település a Vrbaska banovina része lett, amelynek székhelye Banja Luka volt. 
Jugoszlávia megszállása után a Független Horvát Állam (NDH) része lett. Az 1953-as közigazgatási reform során a települést két részre, Borci Donji és Borci Gornji településekre osztották. A boszniai háborút lezáró daytoni békeszerződést követő területfelosztásnál Kotor-Varoš község részeként a Szerb Köztársaság területéhez került. 

## Nevezetességei
Szent Miklós tiszteletére szentelt ortodox temploma a temetőben áll.